# Cyrtauchenius latastei
Espèce
Cyrtauchenius latastei est une espèce d'araignées mygalomorphes de la famille des Cyrtaucheniidae.

## Distribution
Cette espèce est endémique d'Algérie.

## Étymologie
Cette espèce est nommée en l'honneur de Fernand Lataste.

## Publication originale
- Simon, 1881 : Descriptions d'arachnides nouveaux d'Afrique. Bulletin de la Société zoologique de France, vol. 6, p. 1-15 (texte intégral).